# أوه يون سو (مواليد 1971)
أوه يون سو (بالكورية: 오연수) هي ممثلة كورية جنوبية. ولدت يوم 27 أكتوبر 1971 في سول في كوريا الجنوبية.

## روابط خارجية
- أوه يون سو (مواليد 1971) على موقع IMDb (الإنجليزية)
- أوه يون سو (مواليد 1971) على موقع قاعدة بيانات الفيلم (الإنجليزية)